# География Египта
Египет расположен в Африке, на юге Средиземного моря. 
Египет расположен в северной части Африки; тем не менее, в него входит Синайский полуостров, который считается частью Передней Азии; таким образом, Египет расположен как в Северной Африке, так и в западной части Азии. 
Граничит на западе с Ливией, на юге — с Суданом, на востоке — с сектором Газы, Израилем, имеет также морскую границу с Саудовской Аравией и Иорданией.
В Египте преобладают пустыни (около 96 % территории страны), 4 % приходится на дельту и долину реки Нил. Бо́льшая часть страны лежит в поясе пустынь, которые простираются от Атлантического побережья Африки через весь континент до Передней Азии.
Культивируемая площадь составляет всего 35 000 км² — 3,5 % от общей территории. 
По территории Египта с юга на север протекает одна из двух величайших по протяжённости рек в мире (6853 км) — Нил.
Несмотря на то, что дельта и долина Нила занимают лишь 5,5 % от общей территории Египта, это наиболее важный регион, где обрабатываются сельскохозяйственные угодья и проживает около 99 % населения.
Имеются оазисы и вади — сухие русла рек и эрозионных речных долин в пустынях, вре́менных или периодических водных потоков, заполняемых, главным образом только после сильных ливней. 
Египту принадлежит один из самых крупных искусственно сооружённых каналов — Суэцкий канал, который соединяет Средиземное и Красное моря, открывая тем самым короткий путь из Атлантического в Индийский океан.

## Территория и границы
Площадь:

всего: 1 001 450 км²

суша: 995 450 км²

вода: 6000 км²
Наибольшее расстояние с севера на юг — 1024 км, с запада на восток — 1240 км. 
Сухопутные границы:

всего: 2689 км 
Имеет границы со странами: Израиль (255 км),  с Сектором Газы (11 км), Ливией (1150 км), Суданом(1273 км).
Береговая линия: 2450 км
Притязания на водные территории:

морская прибрежная зона: 24 морские мили (44 км)

континентальный шельф: глубина до 200 м или до глубины эксплуатации

исключительная экономическая зона: 200 морских миль (370 км)

территориальные воды: 12 морских миль (22 км)

## Физико-географическая характеристика

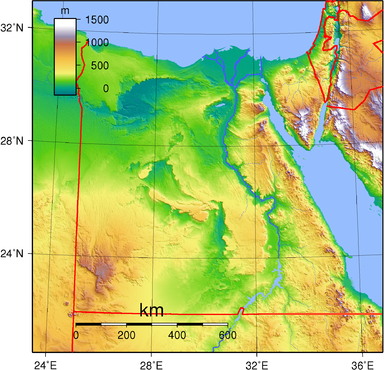
Топографическая карта Египта

Геологическая история Египта определила четыре основных физико-географических региона:
- Дельта и долина Нила,
- Ливийская пустыня,
- Аравийская пустыня,
- Синайский полуостров[1].

Плато Ливийской и Аравийской пустынь разделены долиной Нила. 
Рельеф страны в основном равнинный. Невысокие горы (менее 2000 м над у.м.); средневысотная горная цепь Этбай (до 1000 м над у.м.) протянулась вдоль всего побережья Красного моря (высочайшие вершины Шаиб-эль-Банат — 2187 м и Хамата — 1977 м). .

Высоты:
- самая низкая точка: Впадина Каттара (−133 м)
- самая высокая точка: Гора Святой Екатерины (Синай) (2629 м)

## Ресурсы и землепользование
Природные ресурсы:
нефть, природный газ, железная руда, фосфаты, марганец, известняк, гипс, тальк, асбест, свинец, цинк
Землепользование:
Культивируемая площадь составляет всего 35 000 км² — 3,5 % от общей территории. 
- Пахотная земля: 2 %
- Монокультуры: 0 %
- Постоянные пастбища: 0 %
- Леса: 0 %
- Другое: 98 % (1993, оценка)

Орошаемые земли:
32 460 км² (1993, оценка)

## Регионы Египта
Египет поделен на 27 губернаторств (провинций, мухафаз), в том числе четыре города-губернаторства: Александрия, Каир, Порт-Саид и Суэц. 
Девять губернаторств находятся в Нижнем Египте в дельте Нила, восемь губернаторств в Верхнем Египте вдоль долины Нила, четыре — на линии Каир — Асуан и пять пограничных губернаторств на Синае и в пустынных регионах к востоку и западу от Нила.
| №  | Мухафаза                          | Административный центр | Площадь, км² | Население, чел. (2006) | Плотность, чел./км² |
| -- | --------------------------------- | ---------------------- | ------------ | ---------------------- | ------------------- |
| 1  | Дакахлия                          | Эль-Мансура            | 3 538        | 4 985 187              | 1 409,04            |
| 2  | Красное Море (Эль-Бахр-эль-Ахмар) | Хургада                | 120 000      | 288 233                | 2,40                |
| 3  | Бухейра                           | Даманхур               | 9 826        | 4 737 129              | 482,10              |
| 4  | Эль-Файюм                         | Эль-Файюм              | 6 068        | 2 512 792              | 414,11              |
| 5  | Гарбия                            | Танта                  | 1 942        | 4 010 298              | 2 065,04            |
| 6  | Александрия                       | Александрия            | 2 300        | 4 110 015              | 1 743,48            |
| 7  | Исмаилия                          | Исмаилия               | 5 067        | 942 832                | 186,04              |
| 8  | Эль-Гиза                          | Эль-Гиза               | 13 184       | 3 143 486              | 238,43              |
| 9  | Минуфия                           | Шибин-эль-Ком          | 2 499        | 3 270 404              | 1 308,69            |
| 10 | Эль-Минья                         | Эль-Минья              | 32 279       | 4 179 309              | 129,47              |
| 11 | Каир                              | Каир                   | 3 085        | 6 758 581              | 2 190,79            |
| 12 | Кальюбия                          | Бенха                  | 1 124        | 4 237 003              | 3 769,58            |
| 13 | Луксор                            | Луксор                 | 2 960        | 451 318                | 152,47              |
| 14 | Вади-эль-Гедид                    | Эль-Харга              | 440 098      | 187 256                | 0,43                |
| 15 | Шаркия                            | Эз-Заказик             | 4 911        | 5 340 058              | 1 087,37            |
| 16 | Суэц                              | Суэц                   | 9 002        | 510 935                | 56,76               |
| 17 | Асуан                             | Асуан                  | 62 726       | 1 184 432              | 18,88               |
| 18 | Асьют                             | Асьют                  | 13 720       | 3 441 597              | 250,85              |
| 19 | Бени-Суэйф                        | Бени-Суэйф             | 10 954       | 2 290 527              | 209,60              |
| 20 | Порт-Саид                         | Порт-Саид              | 1 345        | 570 768                | 424,36              |
| 21 | Думьят                            | Думьят                 | 910          | 1 092 316              | 1 200,35            |
| 22 | Южный Синай (Гануб Сина)          | Эт-Тур                 | 31 272       | 149 335                | 4,76                |
| 23 | Кафр-эш-Шейх                      | Кафр-эш-Шейх           | 3 467        | 2 618 111              | 755,15              |
| 24 | Матрух                            | Мерса-Матрух           | 166 563      | 322 341                | 1,94                |
| 25 | Кена                              | Кена                   | 8 980        | 3 001 494              | 334,24              |
| 26 | Северный Синай (Шималь Сина)      | Эль-Ариш               | 27 564       | 339 752                | 12,33               |
| 27 | Сохаг                             | Сохаг                  | 11 218       | 3 746 377              | 333,96              |